# Bathyraja maccaini
Bathyraja maccaini és una espècie de peix de la família dels raids i de l'ordre dels raïformes.

## Morfologia
- Els mascles poden assolir 120 cm de longitud total.[4]

## Reproducció
És ovípar i les femelles ponen càpsules d'ous, les quals presenten com unes banyes a la closca.

## Hàbitat
És un peix marí, de clima polar (60°S-68°S) i demersal que viu entre 167–500 m de fondària.

## Distribució geogràfica
Es troba a Xile i des de les illes Òrcades del Sud i Shetland del Sud fins a la Península Antàrtica.

## Observacions
És inofensiu per als humans.